# Maria Gugging

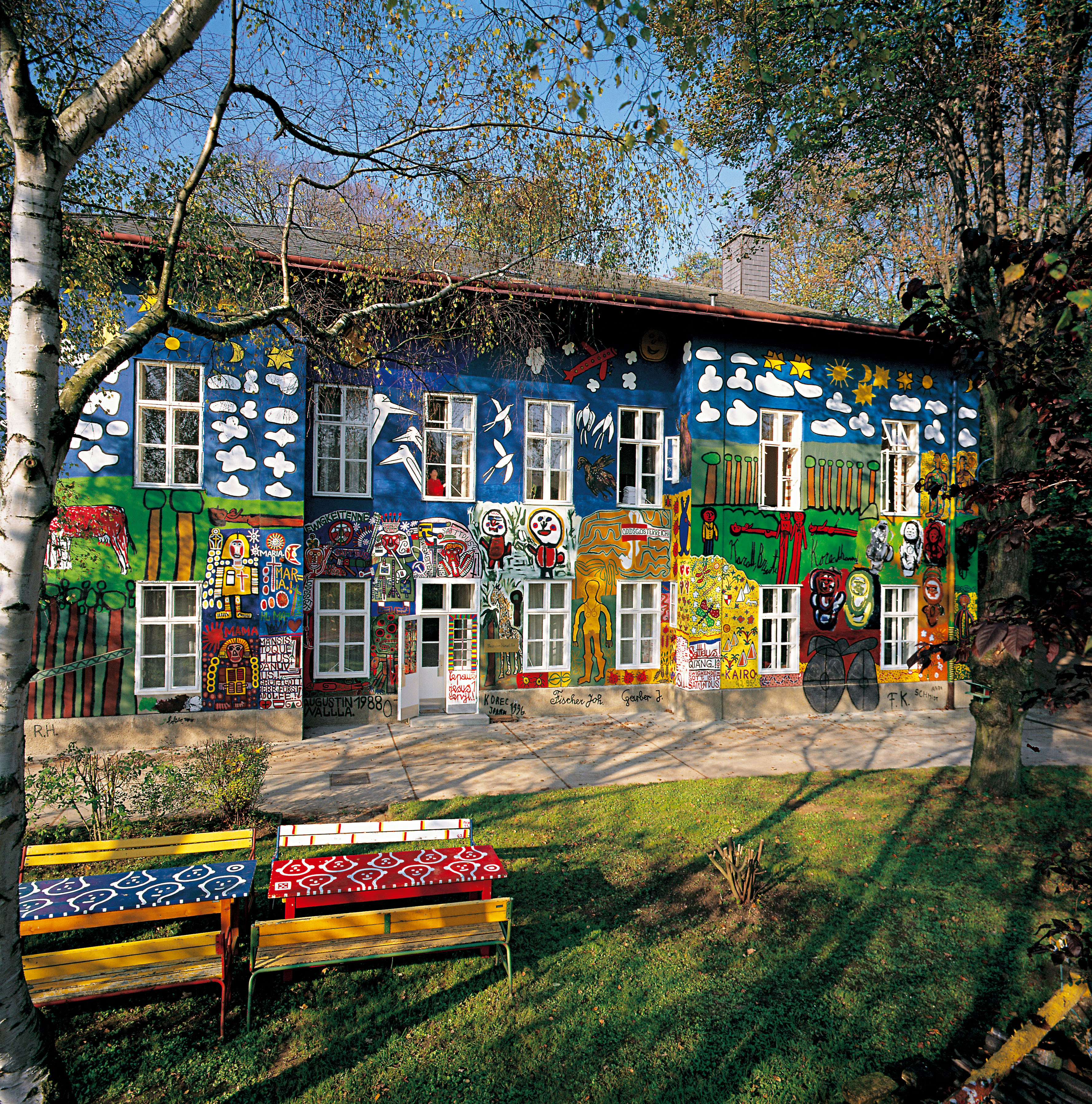
Art/Brut Center Gugging, Haus der Künstler Ostfassade mit Murals der Künstler aus Gugging; darunter Johann Hauser, Johann Garber, Johann Fischer, Franz Kernbeis, Johann Korec, Arnold Schmidt, Oswald Tschirtner, August Walla

Maria Gugging ist ein Ort von Klosterneuburg in Niederösterreich. Die Katastralgemeinde, in der sich der Ort befindet, führt nicht den Zusatz Maria, sondern heißt nur Gugging. Bis zur Umbenennung am 30. Oktober 1989 hieß auch der Ort Gugging.

## Geschichte
Erstmals urkundlich erwähnt wurde Gugging („Kukkingin“) vermutlich 1072 bzw. „Gukkindorf“ 1083. Bereits aus der Jungsteinzeit gibt es menschliche Spuren in und um Maria Gugging. Handfeste Beweise für erste Menschen gibt es erst aus der Römerzeit (15 v. Chr. – 488 n. Chr.).
Am 1. April 1885 wurde die Irrenanstaltsfiliale Gugging-Kierling in Betrieb genommen. Im April 1886 fand der Baubeginn des ersten Gebäudes der am 1. Juli 1890 umbenannten und mit einer eigenen Leitung versehenen Niederösterreichische Landesnervenklinik Gugging statt.

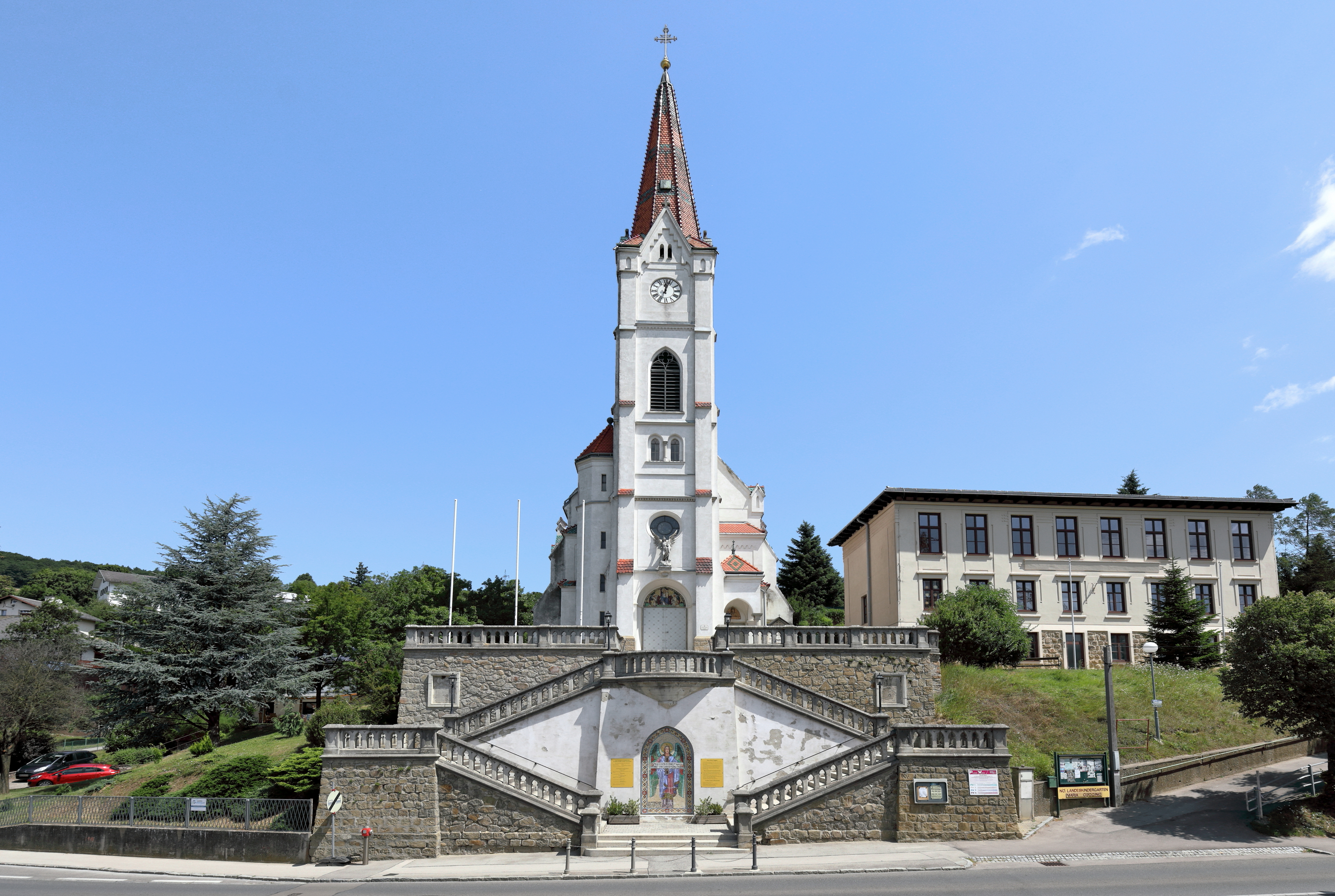
Pfarr- und Wallfahrtskirche Maria Gugging

Die Pfarr- und Wallfahrtskirche Maria Gugging wurde vom Bauherrn Franz Völker (1868–1948), einem wohlhabenden Wiener Kaufmann, in neugotisch-nazarenischem Stil erbaut. Sie wurde 1913 eingeweiht. Zum Wallfahrtsort wurde Maria Gugging durch die Lourdesgrotte im Wienerwald, eine Nachbildung der Grotte von Lourdes in Frankreich, die der Priester Kaspar Hutter 1923 einrichtete. Ein Gnadenbild in einer Felsnische der Grotte wurde 1925 von Prälat Ignaz Seipel, damals Obmann der Christlichsozialen Partei, geweiht.
Die im Ständestaat in die Wege geleitete Umbenennung auf Maria Gugging wurde durch den „Anschluss Österreichs“ an NS-Deutschland 1938 zunichtegemacht. Laut Adressbuch von Österreich waren im Jahr 1938 in der Ortsgemeinde Gugging zahlreiche Ärzte, eine Badeanstalt, ein Bäcker, ein Fleischer, ein Friseur, fünf Fuhrwerker, vier Gastwirte, vier Gemischtwarenhändler, zwei Hotels, zwei Landesproduktenhändler, ein Maler, ein Milchhändler, ein Perlmutterdrechsler, ein Pfaidler, ein Schuster und ein Uhrmacher ansässig. Zudem waren die Landes-Pflege- und Beschäftigungsanstalt für schwachsinnige Kinder und die Landes-Irrenanstalt verzeichnet.
Im Jahr 1989 wurde der Ort von Gugging auf Maria Gugging umbenannt.

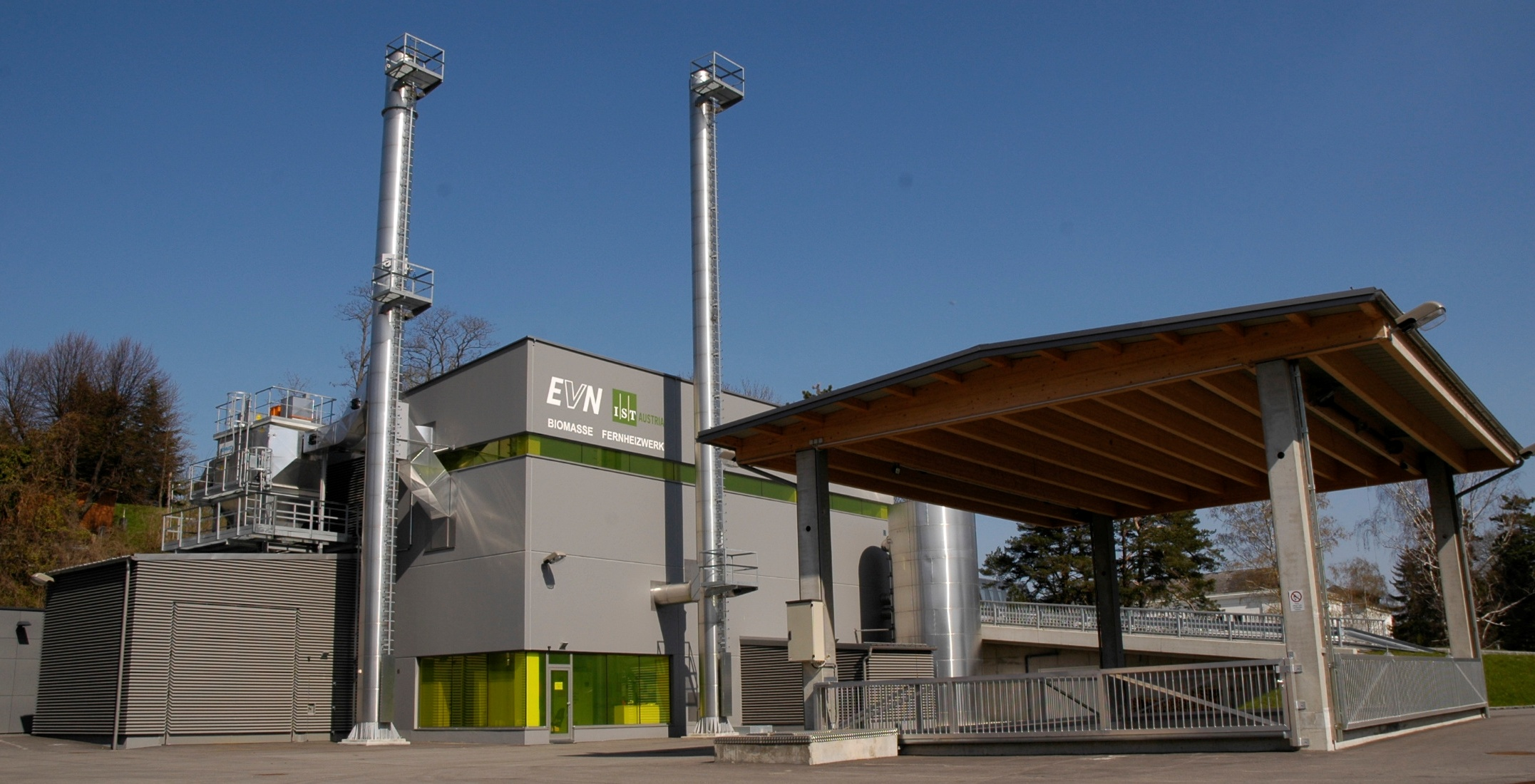
Außenansicht des Biomasseheizwerkes der EVN Wärme in Maria Gugging

Im Jahr 2007 wurde die Niederösterreichische Landesnervenklinik Gugging vollständig aufgelöst. Auf ihrem Gelände sind heute das Art/Brut Center Gugging (Museum Gugging, Pavillon und Haus der Künstler) sowie das Institute of Science and Technology Austria (ISTA) ansässig, die für exzellente Forschung bestimmt ist. Von den Gebäuden ist neben dem Museum und der in unmittelbarer Nähe befindlichen ehemaligen Anstaltskapelle noch das vom ISTA genutzte ehemalige Verwaltungsgebäude an der Hauptstraße vorhanden. Das nunmehrige Hauptgebäude des ISTA ist in seinen äußeren Formen noch erhalten, wurde aber im Inneren völlig umgebaut.
2008 begann EVN Wärme ein Biomasseheizwerk am Gelände des ISTA zu errichten. Dieses versorgt neben der Forschungseinrichtung auch Wohnbauten der Umgebung.

## Gebäude
Verwaltungsgebäude und Kapelle der ehemaligen Landesnervenklinik stehen unter Denkmalschutz, ebenso wie die Pfarr- und Wallfahrtskirche, die Lourdesgrotte, der Pfarrhof, ein Kindergarten und mehrere religiöse Kleindenkmäler (die überwiegend im Zusammenhang mit der Lourdesgrotte stehen).
Das ISTA benutzt auch ein nicht unter Schutz stehendes Gebäude aus der Zeit um 1910 als Sitz der Gebäudebetreuung, ansonsten stammen die meisten Bauten aus der Zeit um 2010.

## Öffentliche Einrichtungen
In Maria Gugging befindet sich ein Kindergarten.